# Humoreni, Suceava

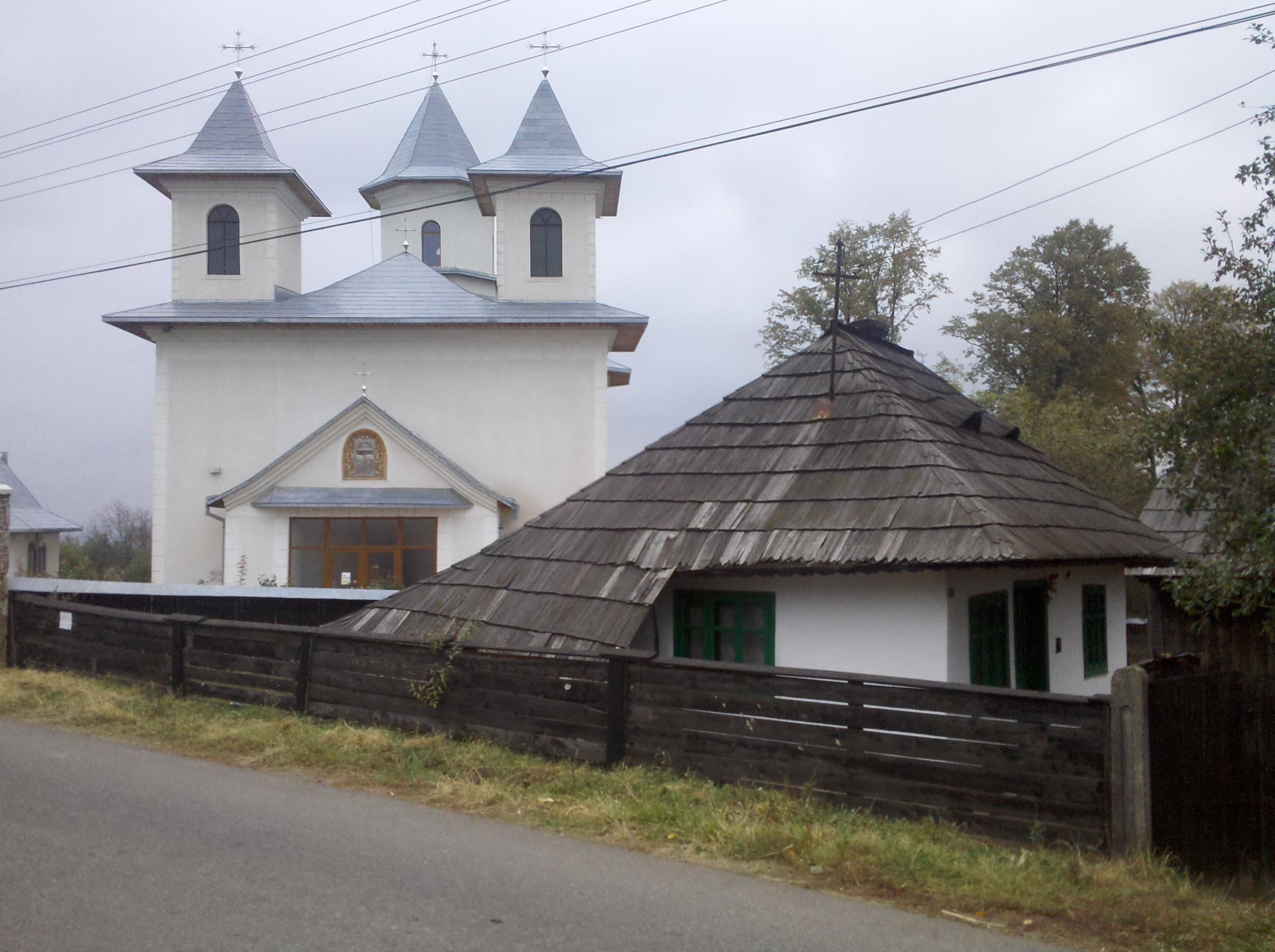
Biserica din Humoreni

Humoreni (germană Ludihumora, până în 1942 Liuzii-Humorului) este un sat în comuna Comănești din județul Suceava, Bucovina, România. Este localizată în Podișul Sucevei, pe valea râului Soloneț.

## Istoric
Până la mijlocul secolului al XVIII-lea, actuala localitate Humoreni a făcut parte din satul Comănești, ea fiind atestată în mai multe documente din epocă sub numele de Liuzi și Ludi Homorului. Într-un document austriac din 15 ianuarie 1782, călugărul Pahomie de la Mănăstirea Humor declară că mănăstirea sus-menționată stăpânea printre altele jumătate din satul Comănești, zis și "Ludie-Humora".
Explicația denumirii ar consta în faptul că Mănăstirea Humor a colonizat aici familii de „liuzi”, adică familii care plăteau bir mănăstirii pentru dreptul de a cultiva moșiile aflate în proprietatea sa. Satul a purtat denumirea de Ludi Homorului până în 1938 când i s-a schimbat numele în Humoreni.
În localitate se găsește o biserică de lemn cu hramul „Sf. Mihail și Gavriil“ (sec. 18), care a fost adusă în 1892 din satul Pârteștii de Jos.
Humoreniul este un sat în care ocupația principală a locuitorilor este agricultura (atât creșterea animalelor, cât și munca de câmp).

## Recensământul din 1930
Componența etnică a satului Humoreni
     Români (95,2%)
     Germani (1%)
     Evrei (2,7%)
     Polonezi (1,1%)
     Altă etnie (0,5%)
Componența confesională a satului Humoreni
     Ortodocși (96,4%)
     Mozaici (2,7%)
     Altă religie (0,9%)
Conform recensământului efectuat în 1930, populația satului Humoreni se ridica la 1163 locuitori. Majoritatea locuitorilor erau români (95,2%), cu o minoritate de germani (1,0%), una de polonezi (1,10%) și una de evrei (2,7%). Din punct de vedere confesional, majoritatea locuitorilor erau ortodocși (96,4%), dar existau și minorități de mozaici (2,7%). Alte persoane au declarat: greco-catolici (1 persoană), romano-catolici (6 persoane) și evanghelici\luterani (4 persoane).

## Obiective turistice
- Biserica de lemn din Humoreni- monument istoric datând de la mijlocul secolului al XVIII-lea